# Lucius (computerspel)
Lucius is een psychologisch horror-, adventure- en Stealth-spel ontwikkeld door Shiver Games en uitgebracht door Lace Mamba Global. Het spel is enkel beschikbaar voor Windows. 

## Verhaal
De speler bestuurt de zesjarige jongen Lucius, zoon van Lucifer. Lucius dient familieleden en personeel te vermoorden. Daarbij gebruikt hij bovennatuurlijke krachten zoals telekinese, pyrokinese en elektrokinese. Alle moorden worden zo verdoezeld dat het ongelukken lijken. Lucius dient dan ook alle bewijsmaterialen te verwijderen.
Lucius werd geboren op 6 juni 1966 als een doodnormale baby. Hij werd grootgebracht in een luxueuze omgeving. Zijn vader is een Amerikaanse gouverneur. De avond voordat Lucius 6 jaar wordt, verschijnt Lucifer in zijn droom met de melding dat hij zijn echte vader is. Lucifer geeft zijn zoon de opdracht om meester te worden van alle kwaadaardige krachten om zo de wereld over te nemen. Hiervoor dient hij alle familieleden en medewerkers van zijn vader te doden. Zo komt hij in het bezit van zijn fortuin en krijgt hij voldoende politieke macht.

## Personages
- Lucius - Een zesjarige jongen met duivelse krachten die, op vraag van zijn echte vader Lucifer, de wereld wil overnemen.
- Lucifer - De Duivel. Hij is mentor van Lucius en geeft hem bovennatuurlijke krachten zodat hij de moorden kan plegen. Ook waarschuwt Lucifer Lucius voor potentiële problemen.
- McGuffin – McGuffin is een detective die de moorden onderzoekt. Hij krijgt steeds meer argwaan telkens er een nieuwe dode valt.
- Mary – Ze is de oudste bediende. Ze is een fragiele vrouw halfweg vijftig en is verzwakt door het zware werk in de luxueuze villa. Ze wordt door Lucius opgesloten in een diepvriezer, waar ze doodvriest. Haar dood wordt echter gezien als gevolg van verstikking.
- Ivor – De klusjesman met een drankprobleem. Lucius vermoordt hem wanneer Ivor de piano wil repareren. Lucius gebruikt telekinese om de piano op Ivor te laten vallen.
- Charles – De "pleegvader" van Lucius en Amerikaans gouverneur. Omwille van zijn drukke job maakt hij geen tijd vrij voor zijn zoon. Naargelang het spel vordert, wordt Charles zich er meer van bewust dat zijn zoon niet zo onschuldig is als hij lijkt. Hij wordt als laatste door Lucius vermoord door een pilaar op hem te laten vallen.
- Gene – Hij is een vriend en collega van Charles die regelmatig een bezoek brengt. Hij is verslaafd aan nicotine en zijn constant roken irriteert Lucius. Hij wordt gedood bij een gasexplosie wanneer hij een sigaret wil aansteken naast het eerder door Lucius gesaboteerde gasfornuis.
- Jed – Hij is de privéslager van de familie. Zijn hoofd wordt in tweeën gespleten wanneer dit in een zaagtafel belandt, waarop Lucius zijn telekinetische krachten gebruikt.
- Agnes – Zij staat in voor de werkverdeling en stuurt de andere meiden aan. Ze lijdt aan obesitas en geeft het personeel dan ook regelmatig de opdracht om haar eten te brengen. Lucius vermoordt haar door rattenvergif in haar eten te strooien.
- Jovita - Ze is een jonge meid die voornamelijk voor Agnes werkt. Ze is verliefd op Tom, een oom van Lucius. Nadat ze beseft dat Tom haar bedriegt, wordt ze emotioneel onstabiel. Zo kan Lucius via telepathie haar van het balkon doen springen, waardoor dit zelfmoord lijkt.
- Tom – Hij is de broer van Charles die inwoont. Hij is een louche figuur en vrouwenversierder. Wanneer hij in een depressie belandt, geeft Lucius hem een overdosis medicijnen.
- Antonio – Hij is de tuinman met een Spaans-Italiaanse achtergrond. Lucius gebruikt telekinese, waardoor Antonio zijn hoofd in de grasmachine steekt en zo wordt onthoofd.
- Fabius – Hij is de grootvader van Lucius die de rijkdom van zijn familie heeft vergaard via maffioze praktijken. Ondanks Fabius' pact met Lucifer steekt Lucius hem met een mes neer.
- Susan – Ze is een meid van middelbare leeftijd die ook verliefd is op Tom. Lucius vermoordt haar door met telekinese de haardroger in het bad te gooien, waardoor Susan wordt geëlektrocuteerd.
- Michael – Hij is de chauffeur van de familie. In zijn vrije tijd is hij lid van een jazz-band. Lucius verdooft hem met chloroform. Daarop sluit hij hem op in de garage met een draaiende automotor. Michael stikt ten gevolge van de uitlaatgassen.
- Nancy – Zij is de moeder van Lucius. Ze maakt evenmin tijd vrij voor haar zoon omdat ze van mening is dat er voldoende personeel is. Lucius gebruikt telekinese op zijn vader, waarop hij Nancy vermoordt met een nagelpistool, waar de politie zelf bij staat. Hierop wordt Charles aanzien als dader van alle andere moorden.
- Will – Hij is klusjesman. Hij wordt door de politie geboeid aan een kast. Lucius bedrenkt het lijf van Will met motorolie en steekt hem in brand.
- James – Hij is de privéleraar van Lucius. Lucius gebruikt telepathie, waarop de leraar zichzelf met een geweer door het hoofd schiet.
- Alistair – Hij is de butler. Hij glijdt uit op een ijzige trede, waarop Lucius telekinese gebruikt om een ijspegel door Alistair zijn hoofd te laten vallen.
- Wayne – Hij is een reporter die na een aantal moorden opduikt. Hij tracht via diverse bronnen achter informatie te komen, maar zijn aanwezigheid wordt niet op prijs gesteld. Lucius tracht hem te vermoorden in een ritueel offer, maar Wayne kan ontsnappen. Hij tracht Lucius te vermoorden, maar deze laatste gebruikt pyrokinese, waardoor Wayne wordt geroosterd.
- Terrence - Hij is een politie-inspecteur die wordt aangesteld om de villa in het oog te houden. Nadat Charles zijn vrouw heeft vermoord, let Terrence op Lucius. Terrence wordt door Lucius onthoofd met een ventilator.

Aan het einde van het spel roept Charles twee katholieke priesters voor een exorcisme. De priesters worden door Lucius vermoord met vuurballen. Daarop stort een gedeelte van de woning in, waardoor Charles onder een pilaar terechtkomt. Door de vuurballen vat het huis vuur. De brand verwoest het huis. Lucius, Lucifer en McGuffin zijn de enige overlevenden. Lucius heeft in totaal 20 mensen gedood.

## Ontvangst
Lucius werd met weinig enthousiasme ontvangen. Het spel kreeg een score van 58.30% op GameRankings en 59% op Metacritic.
GameSpot gaf het spel een score van 6,5. Volgens hen is het grootste probleem van het spel een tekort aan informatie, waardoor de speler niet weet wat hij moet doen. GameSpot is ook van mening dat het spel meer zwarte humor mocht bevatten. AdventureGamers deelt de mening van Gamespot.
| Beoordeeld door          | Jaar | Score |
| ------------------------ | ---- | ----- |
| Adventure Classic Gaming | 2012 | 80%   |
| Softpedia                | 2012 | 70%   |
| Rely on Horror           | 2012 | 65%   |
| Jeuxvideo.com            | 2012 | 55%   |